# Франс Тейссен
Франс Тейссен (нід. Frans Thijssen, нар. 23 січня 1952, Малден) — нідерландський футболіст, що грав на позиції півзахисника, зокрема, за «Твенте» та «Іпсвіч Таун», а також національну збірну Нідерландів. По завершенні ігрової кар'єри — тренер.
Володар Кубка Нідерландів. Володар Кубка УЄФА. Футболіст 1981 року в Англії за версією АФЖ.

## Клубна кар'єра
У дорослому футболі дебютував 1970 року виступами за команду клубу «Неймеген», в якій провів три сезони, взявши участь у 83 матчах чемпіонату. 
Своєю грою за цю команду привернув увагу представників тренерського штабу клубу «Твенте», до складу якого приєднався 1973 року. Відіграв за команду з Енсхеде наступні шість сезонів своєї ігрової кар'єри. Більшість часу, проведеного у складі «Твенте», був основним гравцем команди. 1977 року допоміг їй здобути Кубок Нідерландів.
1979 року перебрався до Англії, приєднавшись до колишнього партнера по «Твенте» Арнольда Мюрена у команді «Іпсвіч Таун». Відразу став ключовою фігурою у тактичних побудовах наставника команди Боббі Робсона. Команда перебувала на той час серед лідерів англійського футболу, двічі поспіль, у 1981 і 1982 роках, ставала віце-чемпіоном країни. Також Тейссен допоміг команді з Іпсвіча здобути її перший і наразі останній європейський кубок — Кубок УЄФА у розіграші 1980/81. Причому у фіналі цього Кубка відзначився забитими голами у ворота своїх співвітчизників з АЗ в обох іграх двоматчового протистояння, яке англійці виграли із загальним рахунком 5:4.
1983 року погодився на перехід до очолюваного Браяном Клафом «Ноттінгем Форест». Утім у цій команді не зміг стати настільки ж корисним, як у попередньому клубі, і того ж року попрямував за океан ставши гравцем канадського «Ванкувер Вайткепс».
У 1984 році повернувся на батьківщину, де через сім років і завершив професійну ігрову кар'єру, встигши пограти за «Фортуну» (Сіттард),  «Гронінген» та «Вітесс».

## Виступи за збірну
1975 року дебютував в офіційних матчах у складі національної збірної Нідерландів. Протягом кар'єри у національній команді, яка тривала 7 років, провів у її формі 14 матчів, забивши 3 голи.
У складі збірної був учасником чемпіонату Європи 1980 року в Італії. На цій континентальній першості нідерландці не пройшли до стадії плей-оф, а сам гравець виходив на поле у двох з трьох ігор на груповому етапі.

## Кар'єра тренера
Розпочав тренерську кар'єру, повернувшись до футболу після невеликої перерви, 1995 року, очоливши тренерський штаб клубу «Вітесс».
Згодом з 1997 до 2001 року без особливих успіхів працював у Швеції з «Мальме», а також на батьківщині з «Де Графсхапом» і «Фортуною» (Сіттард).
Значну частину 2000-х провів на Близькому Сході, де обіймав різні тренерські посади у клубах «Аль-Вахда» (Абу-Дабі), «Аль-Вакра», «Катар СК» та «Аль-Джазіра».
Наразі останнім місцем тренерської роботи був австралійський клуб «Брисбен Роар», головним тренером команди якого Франс Тейссен був з 2014 по 2015 рік.

## Титули і досягнення

### Командні
- Володар Кубка Нідерландів (1):

«Твенте»: 1976-1977
- Володар Кубка УЄФА (1):

«Іпсвіч Таун»: 1980-1981

### Особисті
- Футболіст року за версією АФЖ (1): 1981